# 乔查尼先生
乔查尼先生（1895年1月9日—1968年1月26日）是一个真实姓名未知的犹太人教師的綽號，伊曼纽尔·列维纳斯和埃利·维瑟尔都是他的学生。他晚年居住于乌拉圭。